# Kobilje (Brus)
Kobilje (em cirílico: Кобиље) é uma vila da Sérvia localizada no município de Brus, pertencente ao distrito de Rasina. A sua população era de 368 habitantes segundo o censo de 2011.

## Demografia
| 1948 | 1953 | 1961 | 1971 | 1981 | 1991 | 2002 | 2011 |
| ---- | ---- | ---- | ---- | ---- | ---- | ---- | ---- |
| 553  | 610  | 622  | 542  | 481  | 523  | 496  | 368  |